# CIK Telecom

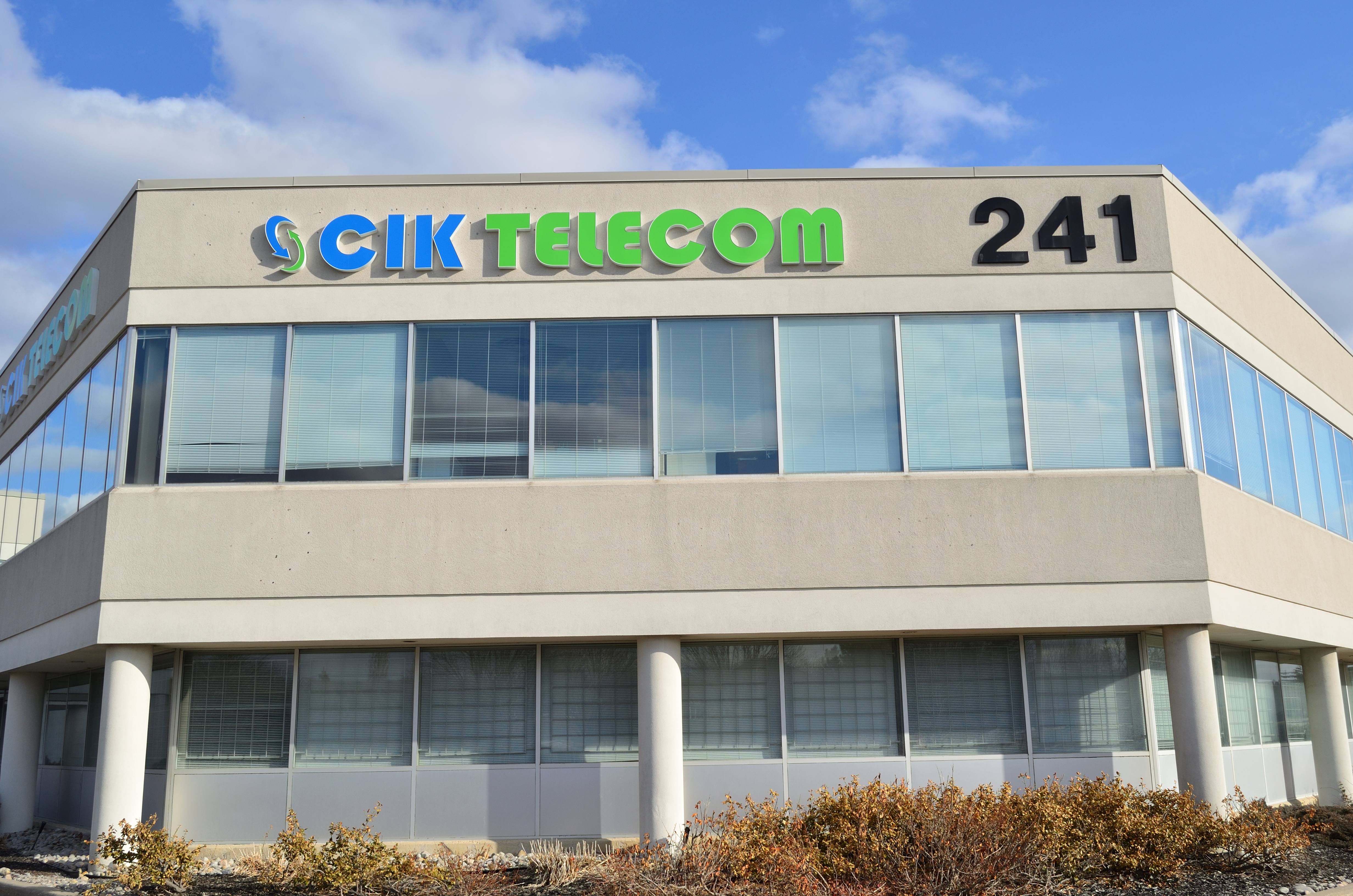
Bureau de CIK à Toronto

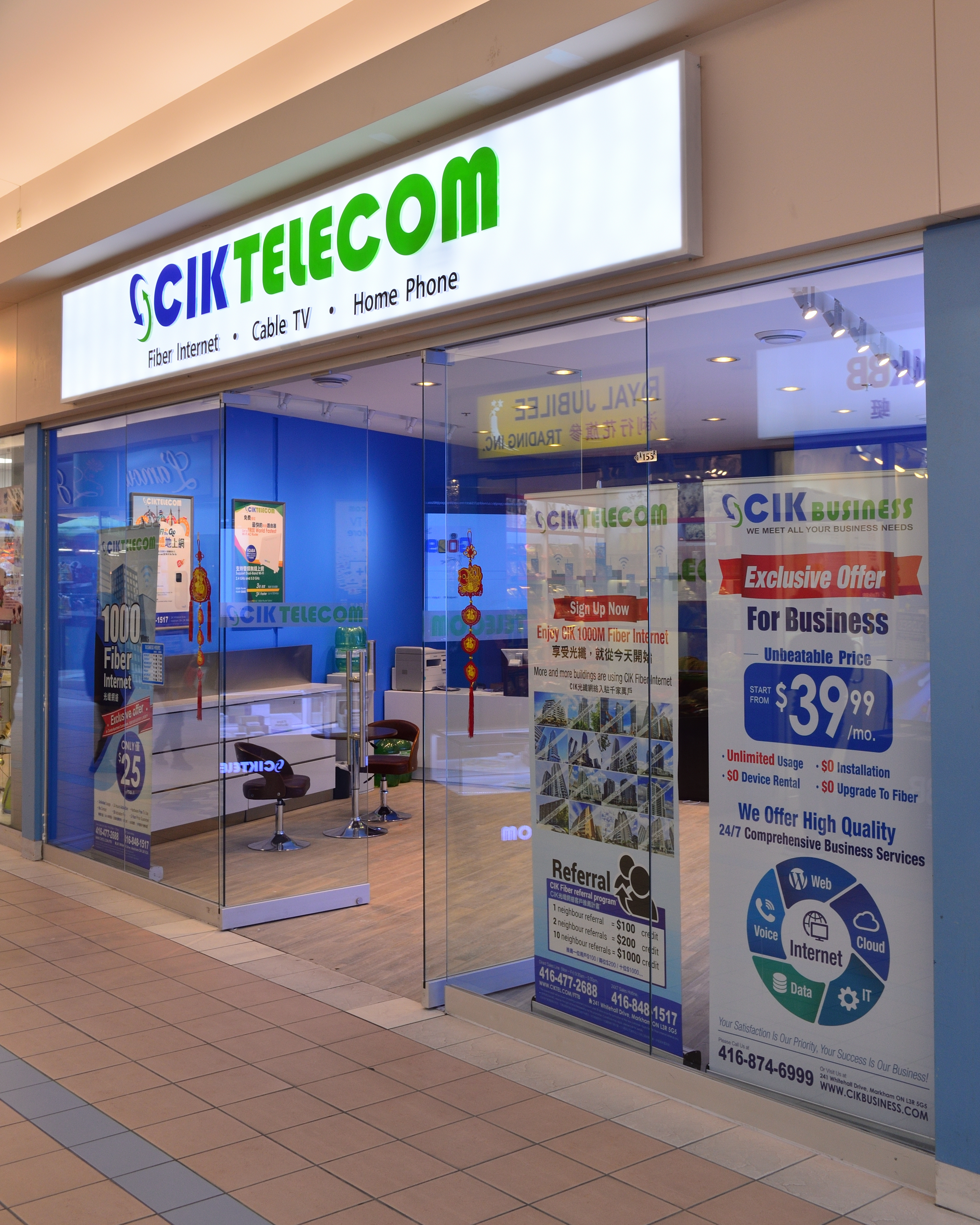
Magasin corporatif CIK

CIK Telecom est une entreprise canadienne de télécommunications basée à Toronto, en Ontario.

## Histoire
CIK Telecom a été fondée en 2003 à Toronto, au Canada, par Jordan Deng et Jack Jin.
CIK Telecom est enregistrée en tant qu'opérateur autorisé auprès du CRTC (Conseil de la radiodiffusion et des télécommunications canadiennes) depuis 2003.
En 2014, la société a été désignée 25e entreprise à la croissance la plus rapide au Canada par Canadian Business.
En 2016 et 2017, PC Magazine classe CIK au 9ème rang des fournisseurs d'accès Internet les plus rapides au Canada,.
En 2017, CIK compte plus de 170 000 abonnés.
CIK Telecom est membre du Consortium des opérateurs de réseaux canadiens (CNOC).

## Services
CIK Telecom est un fournisseur de services basé sur l’accès au réseau de gros, connectant les services de Bell Canada, Rogers Communications , Cogeco , Shaw Communications. Il fournit des services Internet DSL, Internet par câble et fibre optique, des services téléphoniques VoIP et des services de câblodistribution aux clients résidentiels et professionnels.
En 2016, CIK a commencé à développer son propre réseau de fibre optique au Canada et a lancé la fibre CIK dans les copropriétés dans les villes du Canada.